# Luis Giraldo Casanova
Luis Giraldo Casanova Castillo (Central Orozco, Bahía Honda, Pinar del Río, Cuba, 5 de diciembre de 1956) considerado por muchos el pelotero cubano más completo del béisbol moderno, Casanova fue apodado, por Juan Antonio Salamanca, como El Señor Pelotero.
Bateador de fuerza y consistencia excepcional, Luis Giraldo contaba además con una extraordinaria destreza para jugar en varias posiciones, resaltando especialmente en el jardín derecho, donde brilló por su capacidad para fildear y por la fuerza y precisión de su brazo a la hora de tirar a las bases.
El Capitán formó parte de los equipos pinareños: Forestales, Vegueros y Pinar del Río, así como de la Selección Nacional de Béisbol de Cuba.

## Primeros años
Luis Giraldo es el segundo hijo de Felix Orlando Casanova y Esthervina Castillo. Son en total once hermanos, aunque sólo tres de la misma madre. «En el hogar todos nos llevamos bien. Estábamos muy unidos. Lo que más admiro es la educación que nos dieron.» Le cuenta Casanova a Martínez de Osaba en su libro sobre el formidable jugador.
En la escuela, aunque algunas veces se escondía para no asistir a clases e irse a jugar baloncesto, Luis Giraldo, no tenía mayores dificultades. Su asignatura preferida eran las matemáticas y era donde mejores calificaciones obtenía.
Sus deportes favoritos eran el béisbol y el baloncesto; así que los practicaba indistintamente. 

Empecé primero en el baloncesto, pero me gustaba más el béisbol.
Luis Giraldo

Casanova sentía una especial admiración por Fidel Linares, Agustín Marquetti y Miguel Cuevas. Los tres, jugadores de tremendísima calidad en las series nacionales del béisbol cubano.
A los 12 años de edad, su dedicación al béisbol aumentó en gran medida al ingresar en el sistema nacional de escuelas de deporte. Comenzaba la carrera deportiva de uno de los más grande peloteros que jamás haya juagado en el béisbol cubano.
En 1974, participa con el equipo nacional en el Mundial Juvenil de Venezuela. Allí la Selección Cubana logra el campeonato. Este fue el primer título importante para Casanova.

## Series Nacionales y Selectivas
Casanova aparece en las nóminas del equipo Forestales, de Pinar del Río en 1974 en la XIII Serie Nacional. En ese entonces tenía sólo 18 años y fue llamado al Servicio Militar Obligatorio. Juan Charles Díaz y José Manuel Cortina, conociendo de su talento y cualidades hacen todo tipo de gestiones para liberarlo y que pudiera jugar con el equipo, pero no logran nada. Luis Giraldo nunca jugó con Forestales.
Fue entonces cuando la dirección de Vegueros, que era en aquel entonces el equipo principal de la provincia, quién logra traer a Luis Giraldo a las Series Nacionales. Así y todo, quien iba a ser apodado más tarde El Señor Pelotero, no recibe muchos oportunidades ese año: «…tenía otros [jugadores] rindiendo más.», dice Francisco José Martínez de Osaba, mánager de Vegueros en ese momento.
En 1975, Juega la Serie Especial bajo la dirección de Jorge Fuentes.
En 1978, Los Vegueros, y la provincia pinareña ganan su primer campeonato nacional con Casanova como cuarto bate. Este sería el comienzo de muchos años de éxito de uno de los equipos más ganadores de la pelota cubana.

En realidad comienzo a fijarme en él en 1978, pues su primer jonrón en Series Nacionales, tuve el honor de que me lo diera a mí.
 Maximiliano Gutiérrez

### Resultados
Durante los años en que Luis Giraldo juega con Vegueros, este sin lugar a duda alcanza su mayor esplendor en el marco de las Series Nacionales de Béisbol de Cuba. 
| Serie | Año       | Equipo Campeón | Equipo Subcampeón |
| ----- | --------- | -------------- | ----------------- |
| XIV   | 1974-1975 | Agricultores   | Vegueros          |
| XVI   | 1976-1977 | Citricultores  | Vegueros          |
| XVII  | 1977-1978 | Vegueros       | Industriales      |
| XX    | 1980-1981 | Vegueros       | Villa Clara       |
| XXI   | 1981-1982 | Vegueros       | Citricultores     |
| XXIV  | 1984-1985 | Vegueros       | Camagüey          |
| XXV   | 1985-1986 | Industriales   | Vegueros          |
| XXVI  | 1986-1987 | Vegueros       | Santiago de Cuba  |
| XXVII | 1987-1988 | Vegueros       | Santiago de Cuba  |

### Estadísticas Principales
Ninguna de las siguientes marcas, alcanzadas por Casanova a lo largo de su carrera en series nacionales y selectivas, constituye un récord nacional. Pese a ello, en su conjunto son, sin lugar a dudas, números que despertarían la envidia de cualquier jugador. 
|                               | \| Categoría \| Total \| \| ----------------------------- \| ----- \| \| Promedio de Bateo \| ,322 \| \| Jonrones \| 312 \| \| Carreras Impulsadas \| 1.069 \| \| Carreras anotadas \| 1.144 \| \| Promedio de Slugging \| ,569 \| \| Bases por bolas \| 1.049 \| \| Bases por bolas intencionales \| 173 \| \| Golpeado por lanzamiento \| 147 \| | Fue un bateador de los tres ángulos, con iguales posibilidades para conectar por cualquier lugar del campo. Poseía excelente tacto y fuerza, aspectos que pocas veces suelen conjugarse, y que a Luis Giraldo le permitió retirarse con average de 322 de por vida, 312 jonrones y 569 de slugging. Miguel Valdés Fue el pelotero con la terminación más depurada que he visto en mi carrera como técnico de béisbol. Corredor excepcional, no sólo por su velocidad, sino por su destreza en el corrido de las bases. Jorge Fuentes |
| Categoría                     | Total | |
| Promedio de Bateo             | ,322 | |
| Jonrones                      | 312 | |
| Carreras Impulsadas           | 1.069 | |
| Carreras anotadas             | 1.144 | |
| Promedio de Slugging          | ,569 | |
| Bases por bolas               | 1.049 | |
| Bases por bolas intencionales | 173 | |
| Golpeado por lanzamiento      | 147 | |

### Liderato para una Serie Nacional
| Serie                         | Año  | Jugador               | Equipo         | VB  | Marca |
| ----------------------------- | ---- | --------------------- | -------------- | --- | ----- |
| Carreras Anotadas             |      |                       |                |     |       |
| XIX                           | 1980 | Luis Giraldo Casanova | Vegueros       |     | 64    |
| Dobles                        |      |                       |                |     |       |
| XXIII                         | 1984 | Luis Giraldo Casanova | Vegueros       |     | 19    |
| Jonrones                      |      |                       |                |     |       |
| XIX                           | 1980 | Pedro José Rodríguez  | Cienfuegos     | 158 | 18    |
|                               |      | Luis Giraldo Casanova | Vegueros       | 162 | 18    |
| XXIII                         | 1984 | Luis Giraldo Casanova | Vegueros       | 262 | 20    |
|                               |      | Lázaro Junco          | Citricultores  | 288 | 20    |
| Impulsadas                    |      |                       |                |     |       |
| XXIII                         | 1984 | Luis Giraldo Casanova | Vegueros       |     | 67    |
| Bases por Bolas Recibidas     |      |                       |                |     |       |
| XIX                           | 1980 | Luis Giraldo Casanova | Vegueros       |     | 57    |
| XXII                          | 1983 | Alejo O'Reilly        | Villa Clara    |     | 34    |
|                               |      | Luis Giraldo Casanova | Vegueros       |     | 34    |
| Bases por Bolas Intencionales |      |                       |                |     |       |
| XXII                          | 1983 | Luis Giraldo Casanova | Vegueros       |     | 10    |
| Fly de Sacrificio             |      |                       |                |     |       |
| XIX                           | 1980 | Hirán Fuentes         | Vegueros       |     | 5     |
|                               |      | Luis Giraldo Casanova | Vegueros       |     | 5     |
| Golpeado por Lanzamiento      |      |                       |                |     |       |
| XIX                           | 1980 | Luis Giraldo Casanova | Vegueros       |     | 10    |
|                               |      | Rodolfo Phillips      | Ciego de Ávila |     | 10    |

### Récords Nacionales
Luis Giraldo, aunque no conserve ningún récord nacional en cuanto a labor de por vida, vale decir que sí cuenta con algunas marcas de interés para un solo juego. A continuación se enumeran dichas marcas y, en el caso de ya haber sido superadas por otro jugador, se expecifica quién lo hizo.
| Categoría                 | Equipo        | Fecha               | E. Oponente    | Marca |  | Jugador/Récord Actual | Equipo        | Fecha              | Marca |
| ------------------------- | ------------- | ------------------- | -------------- | ----- |  | --------------------- | ------------- | ------------------ | ----- |
| Dobles Conectados         | Pinar del Río | 29 de marzo de 1985 | Villa Clara    | 3     |  | Juan C. Millan        | Agropecuarios | 9 de marzo de 1989 | 4     |
| Jonrones Conectados       | Vegueros      | 20 de enero de 1981 | Ciego de Ávila | 3     |  | Omar Linares          | Pinar del Río | 8 de abril de 1997 | 4     |
| Bases por Bolas Recibidas | Vegueros      | de 1980             | Habana         | 5     |  | Varios Jugadores      |               |                    | 5     |
| Golpeado por Lanzamiento  | Vegueros      | 22 de enero de 1980 | Granma         | 3     |  | Varios Jugadores      |               |                    | 3     |

## Eventos Internacionales
El Capirro debuta en la Selección Nacional Cubana en el año 1978 y se mantuvo en ella por 14 años hasta la Copa Intercontinental efectuada en Barcelona en 1991.

En el equipo nacional Víctor Mesa y Lourdes Gurriel eran mis compañeros de cuarto, hasta que llegó Linares.
Luis Giraldo

Como parte del Seleccionado Nacional de Béisbol de Cuba, Luis Giraldo Casanova, participó en una cantidad importante de eventos internacionales. Entre ellos podemos destacar: un Campeonato Mundial Juvenil, seis Campeonatos Mundiales, seis Copas Intercontinentales, dos Juegos Panamericanos y dos Juegos Centroamericanos y del Caribe.

El Profesor Juan A. Martínez de Osaba y Goenaga, en su libro "El Señor Pelotero" compiló la actuación de Luis Giraldo en dichos eventos.
| Cant. | Torneo                               | VB  | H  | HR | CI | AVE  |
| ----- | ------------------------------------ | --- | -- | -- | -- | ---- |
| 1     | Mundiales Juveniles                  | 11  | 4  | 1  | 4  | .364 |
| 6     | Campeonatos Mundiales                | 238 | 95 | 27 | 85 | .399 |
| 6     | Copas Intercontinentales             | 164 | 69 | 19 | 57 | .429 |
| 2     | Juegos Panamericanos                 | 56  | 22 | 6  | 19 | .393 |
| 2     | Juegos Centroamericanos y del Caribe | 59  | 33 | 13 | 32 | .559 |
| 1     | Copa Simón Bolívar                   | 20  | 7  | 2  | 9  | .350 |
| 2     | José Antonio Huelga                  | 60  | 22 | 3  | 14 | .367 |
| 2     | Meteoro de la Comfraternidad         | 30  | 5  | 2  | 8  | .167 |
| 1     | Cayasso                              | 9   | 1  | 0  | 2  | .111 |
| 1     | Seattle                              | 7   | 0  | 0  | 2  | .000 |
| 2     | Vs. Profesionales Venezuela 1988     | 28  | 6  | 0  | 4  | .219 |

| VB  | H   | AVE  | 2B | 3B | HR | CI  | CA  | BR | BB  | K  |
| --- | --- | ---- | -- | -- | -- | --- | --- | -- | --- | -- |
| 872 | 327 | .375 | 61 | 13 | 86 | 278 | 242 | 10 | 102 | 81 |

| JJ  | INN    | O   | A  | E | TL  | AVE  |
| --- | ------ | --- | -- | - | --- | ---- |
| 164 | 1189.1 | 187 | 12 | 8 | 223 | .925 |